# Ингалипт
«Ингали́пт» (торговое наименование, лат. Inhalyptum) — комбинированный лекарственный препарат для местного применения при инфекционных заболеваниях верхних дыхательных путей, оказывает местное противовоспалительное и антисептическое действие.

## Общие сведения
«Ингалипт» представляет собой прозрачную жидкость от светло-жёлтого до тёмно-жёлтого цвета, при распылении образующую диспергированные в газовой среде жидкие частицы сладкого вкуса с характерным запахом тимола и ментола.
В РСФСР «Ингалипт» впервые зарегистрирован в качестве лекарственного средства в 1969 году (под регистрационным номером 69/612/3), прямых аналогов в других странах не имеет (за исключением Украины, где производится препарат «Новоингалипт» с аналогичным составом). В классификации АТХ причислен к коду R02AA20 (прочие антисептики для лечения заболеваний горла).

## Применение
«Ингалипт» следует относить к лекарственным средствам с недоказанной эффективностью: клинических исследований, показывающих эффективность и безопасность данной комбинации, не публиковалось.
Использование сульфаниламидов, входящих в состав «Ингалипта», на данный момент запрещено во многих странах из-за их серьёзных побочных эффектов, таких как нефротоксичность (иногда со смертельным исходом), эксфолиативный дерматит, эритема, а также опасных побочных реакций, влияющих на кроветворение: агранулоцитоз, гемолитическая или апластическая анемия. Так, сульфатиазол в США полностью исключён из оборота с 1970 года, сульфаниламид запрещён в Германии с 1992 года. Кроме этого, Всемирной организацией здравоохранения использование сульфаниламидов признано неоправданным в связи с возросшей резистентностью к ним патогенов, а также наличием альтернативы в виде антибиотиков, которые, как правило, более эффективны и менее токсичны.
Несмотря на это, в России «Ингалипт» до сих пор находит широкое применение и производится множеством фармацевтических предприятий.

## Противопоказания
Препарат противопоказан при повышенной чувствительности к сульфаниламидам и эфирным маслам, лечение должно проводиться под контролем врача. Также следует учитывать, что аэрозольные препараты и спреи не назначаются детям до 3 лет, из-за опасности развития ларингоспазма.